# Vancouver Animation School
Fundada em 2010, a Vancouver Animation School (VANAS) é uma escola on-line totalmente credenciada que oferece programas avançados para as indústrias de animação, efeitos visuais e videogames.
A empresa oferece certificados vocacionais, diplomas e cursos universitários em uma variedade de campos de arte e tecnologia, mídia e design.
A VANAS se tornou em 2013 a primeira instituição 100% online a ser totalmente credenciada pela Private Career Training Institutions Agency (PCTIA), órgão regulatório da Colúmbia Britânica, Canadá.
A instituição chegou ao Brasil em 2021 com a abertura de sua primeira turma para alunos do país.

## Licenciamento
Em agosto de 2013, a Vancouver Animation School recebeu a designação da British Columbia Education Quality Assurance (EQA), onde o Ministério de Educação Avançada é responsável por estabelecer a política de designação EQA que inclui definir padrões de qualidade.

## México
Em julho de 2015, a Vancouver Animation School e a Universidad Iberoamericana Puebla iniciaram uma parceria entre os setores educacionais do México e Canadá, com um programa conjunto de Design de Entretenimento que consiste de educação híbrida online e modelos locais de entrega. Estudantes do México recebem educação de ambas instituições e credenciais duplas de ambos países.

## Brasil
A Vancouver Animation School chegou ao Brasil em 2021, com sua primeira turma prevista para setembro.
Em julho do mesmo ano foi apresentado um seminário online com as diretrizes e objetivos da instituição e seu corpo docente. Participaram do evento o norte-americano Calvin Leduc, ex-animador da Disney, o ilustrador estadunidense Todd Marshall (“Jurassic Park”), o animador mexicano Mario Pochat CEO e fundador.